# Rudy Riou
Pour les articles homonymes, voir Riou.
Rudy Riou, né le 22 janvier 1980 à Béziers, est un footballeur français qui évolue au poste de gardien de but. Il est l'actuel entraîneur du SC Draguignan.
Il n'a aucun lien de parenté avec le footballeur Rémy Riou (1987-), également gardien de but,.

## Biographie
Formé au Montpellier HSC, Rudy Riou débute en Ligue 1 le 31 juillet 1999 lors d'un match face à l'Olympique lyonnais avec une victoire 2-1 à la clé. Il prend part à 20 matchs de championnat mais Montpellier est relégué.
Il est victime d'une grave blessure à la jambe à la suite d'un choc avec son coéquipier Marcel Mahouvé. En Ligue 2, il dispute 18 matchs et participe à la remontée des héraultais en Ligue 1. Il passe alors trois saisons en Ligue 1 (78 matchs de L1) mais à l'issue de la saison 2003-2004, il quitte Montpellier, une nouvelle fois relégué en L2.
Il s'engage avec le FC Istres, promu en Ligue 1. Le club provençal passe une saison en Ligue 1 puis est relégué. Riou reste à Istres jusqu'à la fin de la saison 2006-2007, quittant le club alors relégué en National, pour rejoindre le Toulouse FC, alors troisième de Ligue 1 et qualifié pour le tour préliminaire de la Ligue des champions.
Il évolue comme second gardien, suppléant le titulaire depuis deux saisons à Toulouse, Nicolas Douchez. À l'orée de la saison 2008-2009, il signe à l'Olympique de Marseille pour devenir la doublure de Steve Mandanda en lieu et place de Cédric Carrasso, qui fait lui le chemin inverse.
Le 29 octobre 2008, il participe à son premier match officiel sous les couleurs olympiennes en remplacement de Mandanda à la mi-temps blessé à la cuisse, contre le FC Nantes au stade de la Beaujoire (1-1).
Le 10 janvier 2011, il résilie son contrat avec l'Olympique de Marseille et signe le jour même au club belge du Charleroi SC. Le 22 janvier suivant, il rejoue un match officiel pour la première fois depuis le 29 octobre 2008, contre le FC Malines au Stade du Pays de Charleroi (0-0). Il est élu meilleur gardien de la phase retour du championnat belge mais refuse de prolonger son contrat.
Le 21 juillet 2011, Rudy Riou signe un contrat d'une saison en faveur du FC Nantes. Après 34 matchs sous le maillot des Canaris, le club annonce que le contrat du gardien de but, qui court jusqu'au 30 juin, n'est pas prolongé.
Le 24 juillet 2012, il signe un contrat de deux saisons en faveur du RC Lens. Ce contrat possède une prolongation automatique d'un an en cas de montée en Ligue 1. À la suite de l'interdiction de recrutement du RC Lens et du départ d'Alphonse Areola, il commence la saison 2014-15 en tant que titulaire pour le retour du club en Ligue 1. Le 7 mars 2015, Rudy Riou dispute sa 150e titularisation en Ligue 1 face au Paris-Saint-Germain pour une défaite 4-1 malgré de nombreuses parades du portier lensois.
Le 30 juin 2015, le contrat de Rudy Riou au RC Lens prend fin et n'est pas renouvelé. Le gardien de but quitte donc le club nordiste après trois saisons. Sans club, il rejoint l'UNFP FC pour s'entretenir avant de trouver un point de chute en Belgique, au club d'Oud-Heverlee Louvain, où il s'engage pour un contrat d'un an plus une année en option. Après la relégation du club en fin de saison, il quitte le club.
Lors de la rentrée 2017, il s'inscrit à la formation de manager général de club sportif dispensée par le Centre de droit et d'économie du sport de Limoges. Au mois d'octobre 2018, il intègre le staff de la sélection gabonaise, dirigée par Daniel Cousin, comme entraîneur des gardiens,.
Au mois d'octobre 2019, il intègre le staff du Toulouse FC, dirigée par Antoine Kombouaré, comme entraîneur des gardiens

## Statistiques
| Saison    | Club                   | Pays               | Championnat | Coupes nationales | Coupes d’Europe |
| --------- | ---------------------- | ------------------ | ----------- | ----------------- | --------------- |
| 1999-2000 | Montpellier HSC        | Ligue 1            | 20 matchs   | 1 match           | 3 matchs (CI)   |
| 2000-2001 | Montpellier HSC        | Ligue 2            | 18 matchs   | -                 | -               |
| 2001-2002 | Montpellier HSC        | Ligue 1            | 19 matchs   | -                 | -               |
| 2002-2003 | Montpellier HSC        | Ligue 1            | 28 matchs   | 1 match           | -               |
| 2003-2004 | Montpellier HSC        | Ligue 1            | 31 matchs   | 1 match           | -               |
| 2004-2005 | FC Istres              | Ligue 1            | 26 matchs   | 1 match           | -               |
| 2005-2006 | FC Istres              | Ligue 2            | 37 matchs   | 2 matchs          | -               |
| 2006-2007 | FC Istres              | Ligue 2            | 38 matchs   | 2 matchs          | -               |
| 2007-2008 | Toulouse FC            | Ligue 1            | 3 matchs    | 1 match           | 1 match (C3)    |
| 2008-2009 | Olympique de Marseille | Ligue 1            | 1 match     | -                 | -               |
| 2009-2010 | Olympique de Marseille | Ligue 1            | -           | -                 | -               |
| 2010-2011 | Olympique de Marseille | Ligue 1            | -           | -                 | -               |
| 2010-2011 | Charleroi SC           | Jupiler Pro League | 8 matchs    | 3 matchs          | -               |
| 2011-2012 | FC Nantes              | Ligue 2            | 33 matchs   | 1 match           | -               |
| 2012-2013 | RC Lens                | Ligue 2            | 37 matchs   | 7 matchs          | -               |
| 2013-2014 | RC Lens                | Ligue 2            | 4 matchs    | 7 matchs          | -               |
| 2014-2015 | RC Lens                | Ligue 1            | 32 matchs   | 1 match           | -               |
| 2015-2016 | OH Louvain             | Jupiler Pro League | 29 matchs   | 2 matchs          |                 |

Dernière mise à jour le 17 juin 2015

## Palmarès
Rudy Riou remporte la Coupe Intertoto en 1999 avec le Montpellier HSC.
Parti à l'Olympique de Marseille, il est vice-champion de France en 2009 mais ne participe pas au titre de champion de France la saison suivante étant numéro trois dans la hiérarchie des gardiens.